# Jurij Jumašev
Jurij Jumašev (rusky Юрий Юмашев; * 20. února 1941) je bývalý sovětský rychlobruslař.
Na sovětských šampionátech startoval od roku 1963, v roce 1964 debutoval na mezinárodní scéně. Tehdy vybojoval na Mistrovství Evropy stříbrnou medaili, která se stala největších úspěchem jeho sportovní kariéry. Na světovém šampionátu se poprvé a naposledy představil v roce 1970, kdy skončil na 15. místě. Téhož roku byl druhý na sovětském mistrovství. Poslední závod absolvoval v roce 1973.